# (38600) 1999 XR213
1999 XR213 (asteroide 38600) é um asteroide troiano de Júpiter. Possui uma excentricidade de 0.03753510 e uma inclinação de 9.92560º.
Este asteroide foi descoberto no dia 14 de dezembro de 1999 por LINEAR em Socorro.